# Confine tra Danimarca e Germania
Il confine tra la Danimarca e la Germania descrive la linea che separa i due Stati. Ha una lunghezza di 68 km.

## Descrizione

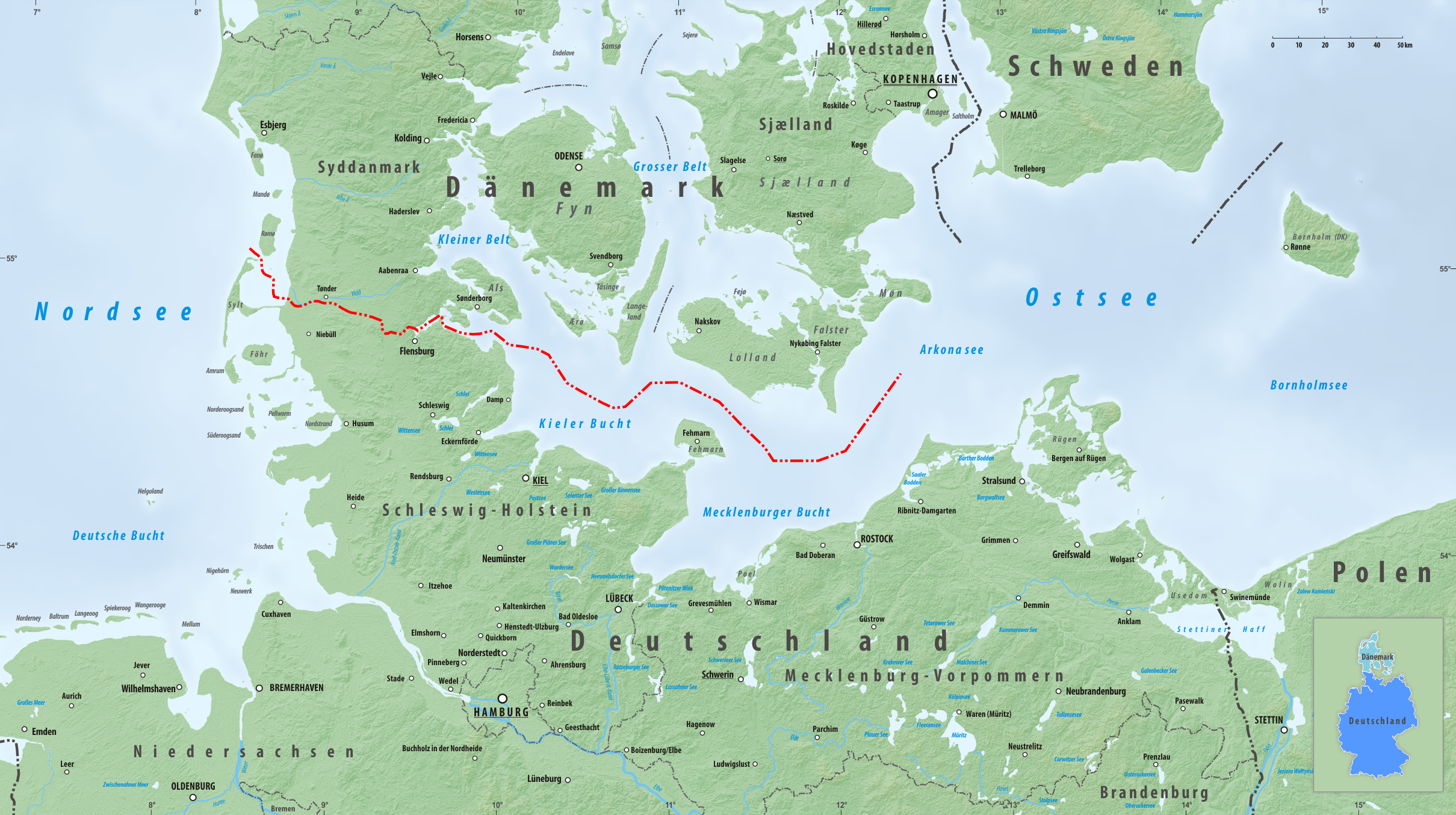
La linea di confine è tracciata in rosso.

Il confine divide in due la penisola dello Jutland. Pertanto la parte nord della penisola appartiene alla Danimarca mentre la parte sud appartiene alla Germania.
Ad ovest inizia dal Mare del Nord per terminare ad est nel Mar Baltico.

## Storia
Il confine fu fissato con il trattato di Vienna del 1864, trattato che pose fine alla seconda guerra dello Schleswig. Dopo la prima guerra mondiale il confine fu rivisto ed a seguito di due plebisciti fu definitivamente fissato nel 1920.